# 張耀仁 (演員)
張耀仁（1988年05月22日—），台灣男演員。畢業於台北藝術大學戲劇學系；畢業後於劇團演出，曾演出2010年人力飛行劇團-向左走向右走 、外表坊實驗團-張耀仁的獨角戲等等。2015年以《曾經未曾》參加第三屆烏鎮戲劇節青年競演，入選12強，最後榮獲冠軍，得到最佳戲劇獎。同年，甄選入由王小棣等八位導演共同創辦的植劇場好演員班，並接受戲劇課程訓練，結業後成為第一期學員。
2016年參與《植劇場》系列的演出，在2017年在原著改編系列《植劇場－五味八珍的歲月》中飾演男主角王傳寶而打開知名度。2019年參與電視劇《你那邊怎樣·我這邊OK》及
電影《大餓》的演出，飾演男主角吳浩仁角色，同年電影《大餓》也入選2019釜山國際影展亞洲電影之窗單元。2020年參與創作社《孽子》2020經典重返，飾演男主角李青。
2022年參與《茁劇場》系列的演出，同年在人物傳記系列《茁劇場－誰說媽媽像月亮》中飾演男主角安紀魯，2023年參與公視台語台和華視台語偶像劇集《再見之後》，飾演男主角杜凱威。2024年參與公視台語台時代劇集《鹽水大飯店》，飾演男主角李文欽。

## 經歷
大學期間為了賺取學費與生活，在淡水街頭走唱兩年，也因此累積不少街頭表演經驗。2016年開始想要更充實自己，找尋內心的力量，獨自一人前往內蒙古學習馬頭琴、呼麥，也因此對世界音樂產生興趣。
2017年參與由華特迪士尼影片公司出資製作，《花木蘭》真人版電影的試鏡，角色是花木蘭在軍中的三位好友之一，並順利通過初試、英文台詞複試，但是最後武打動作測試未通過，則與好萊塢擦身而過。
2022年在公視台語台紀實節目《大港ê台灣》，首度擔綱電視節目主持人，於2023年在第58屆金鐘獎入圍『自然科學及人文紀實節目主持人獎』。
2024年以公視台語台時代劇集《鹽水大飯店》，飾演男主角李文欽角色，在第59屆金鐘獎入圍『迷你劇集／電視電影男主角獎』肯定。

## 影劇作品

### 電視劇
| 年份   | 電視台                                | 劇名                    | 飾演        | 性質     | 導演                           |
| ------ | ------------------------------------- | ----------------------- | ----------- | -------- | ------------------------------ |
| 2009年 | 公視                                  | 公視人生劇展-再見夏天   | 旺福        | 男主角   | 林英作                         |
| 2011年 | 公視                                  | 公視學生劇展-安安的夏天 | 哥哥        | 男主角   | 羅偉恩                         |
| 2016年 | 台視 八大電視 公視                    | 植劇場－荼蘼            | 小紀        | 特別演出 | 王小棣、黃天仁                 |
| 2017年 | 台視 八大電視 公視                    | 植劇場－夢裡的一千道牆  | 阿華        | 男配角   | 王小棣                         |
| 2017年 | 台視 八大電視 公視                    | 植劇場－五味八珍的歲月  | 王傳寶      | 男主角   | 徐輔軍                         |
| 2018年 | 愛奇藝台灣站 台視 東森綜合台          | 種菜女神                | Q醬         | 客串     | 廖士涵、郭春暉                 |
| 2019年 | 台視 八大電視 新傳媒8頻道 新傳媒U頻道 | 你那邊怎樣·我這邊OK     | 沈安義 陳儲 | 男配角   | 柯貞年、曾培善、葉佩娟、陳金祥 |
| 2020年 | 華視 公視台語台                       | 若是一個人              | 居酒屋老闆  | 客串     | 杜政哲                         |
| 2021年 | 公視 Netflix                          | 大債時代                | 小梁        | 男配角   | 廖士涵                         |
| 2021年 | 八大戲劇台 衛視中文台                 | 她們創業的那些鳥事      | Peter       | 客串     | 許肇任、馮家瑞、林志儒         |
| 2021年 | 公視 MyVideo Netflix                  | 火神的眼淚              | 警察        | 男配角   | 蔡銀娟                         |
| 2021年 | 愛奇藝國際版 緯來電影台 台視          | 逆局                    | 程司漢      | 客串     | 莊絢維、陳冠仲                 |
| 2022年 | 公視 MyVideo 台視                     | 茁劇場－誰說媽媽像月亮  | 安紀魯      | 男主角   | 王小棣                         |
| 2023年 | 公視台語台 華視                       | 再見之後                | 杜凱威      | 男主角   | 張清峰                         |
| 2023年 | 三立都會台 中華電信MOD                | 美食無間                | 阿慶        | 男配角   | 奚岳隆                         |
| 2023年 | Netflix                               | 此時此刻                | 姜春拓      | 男配角   | 連奕琦、吳宗叡、黃綺琳         |
| 2024年 | HBO GO                                | 何百芮的地獄毒白        | 怪男        | 客串     | 謝沛如                         |
| 2024年 | 公視台語台                            | 鹽水大飯店              | 李文欽      | 男主角   | 鄭文堂、林志儒                 |
| 2026年 | 客家電視台                            | 都市開基祖              |             |          | 朱平                           |
| 拍攝中 |                                       | 便利商店                |             |          | 王鼎霖                         |

### 電影/電視電影
| 年份   | 劇名                     | 飾演     | 性質   | 導演           |
| ------ | ------------------------ | -------- | ------ | -------------- |
| 2013年 | 《Knighthood》           | 盔甲騎士 | 男主角 | 謝沛如         |
| 2014年 | 《想飛》                 | 宗佑     | 男配角 | 李崗、蕭力修   |
| 2016年 | 《順雲》                 | Ken      | 客串   | 王明台         |
| 2017年 | 《西拉雅》               | 理童     | 男主角 | 孔子君         |
| 2018年 | 《破窗效應》             | 小角色   | 客串   | 廖哲毅         |
| 2018年 | 《十年台灣－蝦餃》       | 兒子     | 男主角 | 謝沛如         |
| 2019年 | 《致親愛的孤獨者－凱涵》 | 張鈺成   | 男配角 | 廖哲毅         |
| 2019年 | 《大餓》                 | 吳浩仁   | 男主角 | 謝沛如         |
| 2021年 | 《我沒有談的那場戀愛》   | Ken      | 男配角 | 徐譽庭、許智彥 |
| 2021年 | 《生而為人》             | 體育老師 | 男配角 | 倪曜           |

### 短片
| 年份   | 播放平台           | 劇名                                                    | 飾演       | 性質   | 導演   |
| ------ | ------------------ | ------------------------------------------------------- | ---------- | ------ | ------ |
| 2016年 | 台視 八大電視 公視 | 植劇場『未來星』系列---張耀仁                           | 張耀仁     | 男主角 | 不適用 |
| 2016年 | 台視 八大電視 公視 | 《台灣孩子演台灣故事》想看電視真辛苦                    | 張老師     | 男主角 | 施岑諺 |
| 2016年 | 台視 八大電視 公視 | 《荼蘼之番外篇03》凡事都有方案AB                        | 小紀       | 男主角 | 貓克斯 |
| 2016年 | 台視 八大電視 公視 | 《荼蘼之番外篇10》恩重如山                              | 小紀       | 男主角 | 練健輝 |
| 2016年 | 台視 八大電視 公視 | 荼蘼植日生週記第五集                                    | 張耀仁     | 客串   | 吳怡靜 |
| 2017年 | 台視 八大電視 公視 | 《天黑請閉眼之番外篇13》#毓秀尋寶記                     | 古物店老闆 | 男主角 | 貓克斯 |
| 2017年 | 台視 八大電視 公視 | 《積木之家》植日生週記第四集                            | 張耀仁     | 客串   | 不適用 |
| 2017年 | 台視 八大電視 公視 | 《夢裡的一千道牆》植日生週記第五集                      | 張耀仁     | 客串   | 不適用 |
| 2017年 | 台視 八大電視 公視 | 《五味八珍的歲月之番外篇１》#穿越時空來看你             | 王傳寶     | 男主角 | 貓克斯 |
| 2017年 | 台視 八大電視 公視 | 《五味八珍的歲月之番外篇４》#吃吃之歌                   | 王傳寶     | 男主角 | 貓克斯 |
| 2017年 | 台視 八大電視 公視 | 《五味八珍的歲月之番外篇７》#貴婦大作戰                 | 王傳寶     | 男主角 | 練健輝 |
| 2017年 | 台視 八大電視 公視 | 《五味八珍的歲月之番外篇１０》#耀仁訪談                 | 張耀仁     | 男主角 | 施岑諺 |
| 2017年 | 台視 八大電視 公視 | 《五味八珍的歲月之番外篇１２》#大來賓小課堂 #程安琪老師 | 張耀仁     | 男主角 | 練健輝 |
| 2017年 | 台視 八大電視 公視 | 《五味八珍的歲月》 植日生週記第一集                     | 張耀仁     | 男主角 | 不適用 |
| 2017年 | 台視 八大電視 公視 | 《五味八珍的歲月》 植日生週記第四集                     | 張耀仁     | 男主角 | 不適用 |
| 2017年 | 台視 八大電視 公視 | 《五味八珍的歲月》 植日生週記第五集                     | 張耀仁     | 男主角 | 不適用 |
| 2017年 | 台視 八大電視 公視 | 《五味八珍的歲月》 植日生週記第六集                     | 張耀仁     | 男主角 | 不適用 |

### MV演出
| 首播日期       | 歌曲名稱         | 歌手        | 導演   | 備註                     |
| -------------- | ---------------- | ----------- | ------ | ------------------------ |
| 2014年3月24日  | 【面具】         | 韋禮安      | 比爾賈 |                          |
| 2017年2月24日  | 【透明衛星】     | 張耀仁      |        | (植劇場－積木之家片尾曲) |
| 2017年10月12日 | 【最笨的人是我】 | 方泂鑌      | 胡瑞財 |                          |
| 2017年11月14日 | 【歸屬】         | Vast & Hazy | 邱柏昶 |                          |
| 2019年1月16日  | 【終於勇敢了】   | 袁詠琳      | 許智彥 |                          |
| 2025年5月9日   | 【被放棄的你】   | 彭佳慧      | 黃中平 |                          |
| 2025年6月6日   | 【愛了】         | 彭佳慧      | 黃中平 |                          |

## 劇場作品

### 舞台劇/音樂劇
| 年份   | 劇名                       | 導演               | 角色             | 製作單位                                         |
| ------ | -------------------------- | ------------------ | ---------------- | ------------------------------------------------ |
| 2009年 | 《05161973 辛波絲卡》      | 王嘉明             |                  | 台北藝術大學                                     |
| 2009年 | 《王記食府》               | 王嘉明             | 七武侍           | 莎妹劇團                                         |
| 2010年 | 《銀河鐵道之夜》           | 黎煥雄             |                  | 人力飛行劇團                                     |
| 2010年 | 《張耀仁的獨角戲》         | 洪千涵             |                  | 外表坊時驗團                                     |
| 2011年 | 《噢！美麗的日子》         | 洪千涵             |                  | 人力飛行劇團                                     |
| 2011年 | 《星之暗湧》               | 黎煥雄             | 林清江           | 人力飛行劇團                                     |
| 2011年 | 《國樂情人夢》             | 王嘉明             |                  | 莎妹劇團                                         |
| 2012年 | 《地下鐵》                 | 黎煥雄             |                  | 人力飛行劇團                                     |
| 2012年 | 《We do rock!!》           | 洪千涵             | 北美館星光夜系列 | 臺北市立美術館                                   |
| 2013年 | 《山海經傳》               | 梁志明             | 夸父             | 台灣師範大學                                     |
| 2013年 | 《SMAP x SMAP》            | 王嘉明             | 黑澤光           | 莎妹劇團                                         |
| 2013年 | 《china 昌南》             | 黎煥雄             |                  | 人力飛行劇團                                     |
| 2015年 | 《星光劇院》               | 黎煥雄             | 法蘭             | 人力飛行劇團                                     |
| 2015年 | 《中國建築一百年》         | 胡恩威             | 梁思成           | 香港 進念二十面體 義大利EXPO邀演                 |
| 2015年 | 《曾經未曾》               | 洪千涵             | 兒子             | 第三屆烏鎮戲劇節 青年競演 冠軍                   |
| 2016年 | 《向左走向右走》           | 黎煥雄             | Rocker           | 人力飛行劇團                                     |
| 2016年 | 《空氣男友》               | 洪千涵             |                  | 明日和合製作所 臺北藝穗節                        |
| 2016年 | 《我們的愛情喜劇是威士忌》 | 胡恩威             | 葉慈             | 香港 進念二十面體                                |
| 2016年 | 《地下室手記》             | 王嘉明             |                  | 莎妹劇團 日本第七劇團共製                        |
| 2017年 | 《血與玫瑰樂隊》           | 王嘉明             |                  | 莎妹劇團 新加坡巡迴                              |
| 2017年 | 《建築城市》               | 胡恩威             |                  | 香港 進念二十面體                                |
| 2019年 | 《美麗的陰暗》             | 胡恩威             |                  | 香港 進念二十面體                                |
| 2020年 | 《說唱張愛玲》             | 胡恩威             | 詞曲創作         | 香港 進念二十面體                                |
| 2020年 | 《孽子》                   | 曹瑞原             | 李青             | 創作社                                           |
| 2023年 | 韋伯歌劇《魔彈射手》       | 約翰尼斯．萊特麥爾 | 魔鬼/薩米耶      | 衛武營國家藝術文化中心 台北市立交響樂團 旗艦製作 |

## 主持作品

### 電視節目
| 年份   | 電視台     | 節目名稱                              | 性質   | 備註                                           |
| ------ | ---------- | ------------------------------------- | ------ | ---------------------------------------------- |
| 2021年 | Podcast    | 張選手練習時間 （页面存档备份，存于） | 主持人 |                                                |
| 2022年 | 公視台語台 | 大港ê台灣 第1季                       | 主持人 | 入圍第58屆金鐘獎自然科學及人文紀實節目主持人獎 |
| 2024年 | 公視台語台 | 大港ê台灣 第2季                       | 主持人 |                                                |
| 2025年 | 公視台語台 | 台語台表演班                          | 主持人 |                                                |
| 2025年 | 華視       | 台灣路一號                            | 主持人 |                                                |

## 音樂作品
- 2013年：電影《世界第一麥方》電影原聲帶 演唱
- 2017年：電視劇《植劇場－積木之家》片尾曲（透明衛星）作詞/作曲/演唱

## 獎項紀錄
| 年份   | 頒獎典禮        | 獎項                           | 作品           | 角色   | 結果 |
| ------ | --------------- | ------------------------------ | -------------- | ------ | ---- |
| 2015年 | 第3屆烏鎮戲劇節 | 青年競演－小鎮獎               | 《曾經未曾》   | 兒子   | 獲獎 |
| 2023年 | 第58屆金鐘獎    | 自然科學及人文紀實節目主持人獎 | 《大港ê台灣》  | 不適用 | 提名 |
| 2024年 | 第59屆金鐘獎    | 迷你劇集／電視電影男主角獎     | 《鹽水大飯店》 | 李文欽 | 提名 |

## 外部連結
- 張耀仁的Facebook專頁
- TVBS 頂尖事務所 - 張耀仁 （页面存档备份，存于）
- TVBS藝人事務所的Facebook專頁
- 張耀仁的Instagram帳戶